# Anton Kehle
Anton Kehle (Füssen, 8 novembre 1947 – Füssen, 24 settembre 1997) è stato un hockeista su ghiaccio tedesco.

## Palmarès

### Olimpiadi invernali
- 1 medaglia[1]:
  - 1 bronzo (Innsbruck 1976)